# Tierra Blanca Ocotito
Tierra Blanca Ocotito är en ort i Mexiko.   Den ligger i kommunen Chilapa de Álvarez och delstaten Guerrero, i den södra delen av landet, 230 km söder om huvudstaden Mexico City. Tierra Blanca Ocotito ligger 1 513 meter över havet och antalet invånare är 336.
Terrängen runt Tierra Blanca Ocotito är bergig åt sydost, men åt nordväst är den kuperad. Runt Tierra Blanca Ocotito är det ganska glesbefolkat, med 42 invånare per kvadratkilometer. Närmaste större samhälle är San Marcos, 0,61 km norr om Tierra Blanca Ocotito. I omgivningarna runt Tierra Blanca Ocotito växer huvudsakligen savannskog.